# Norrbo
Norrbo is een plaats in de gemeente Ludvika in het landschap Dalarna en de provincie Dalarnas län in Zweden. De plaats heeft 117 inwoners (2005) en een oppervlakte van 45 hectare. De plaats ligt aan de noordoever van het meer Bysjön, ongeveer 25 kilometer ten noordwesten van de stad Ludvika.